# Eclissi solare del 20 agosto 1971
L'Eclissi solare del 20 agosto 1971 è stato un evento astronomico che ha avuto luogo il suddetto giorno attorno alle ore 22.39 UTC. Tale evento ha avuto luogo nella maggior parte dell'Australia sud-orientale, in Nuova Zelanda e in alcune aree circostanti. La precedente eclissi solare si è verificata il 22 luglio 1971, la successiva si è verificata il 16 gennaio 1972.
Il giorno della luna nuova (novilunio), la differenza tra le distanze apparenti di luna e sole osservate sulla terra è estremamente piccola. In tale momento, se la luna si trova in prossimità del nodo lunare, cioè uno dei due punti in cui la sua orbita interseca l'eclittica, si verifica un'eclissi solare. Quando vi è assenza di ombra e la penombra raggiunge parte dell'estremità settentrionale o meridionale della terra, si verifica un'eclissi solare parziale, che si verifica quindi presso le regioni polari della Terra.

## Percorso e visibilità
L'eclissi solare parziale poteva essere osservata nell'Australia meridionale e centro-orientale, in Nuova Caledonia, in Nuova Zelanda, in Antartide e in alcune zone costiere vicine alla Nuova Zelanda. La maggior parte di questi territori si trovano a ovest della linea internazionale del cambio di data; in essi l'eclissi solare risulta avvenuta il 21 agosto, mentre altrove l'evento è avvenuto il 20 agosto.

## Eclissi correlate

### Eclissi solari 1968 - 1971
Questa eclissi è un membro di una serie semestrale. Un'eclissi in una serie semestrale di eclissi solari si ripete approssimativamente ogni 177 giorni e 4 ore (un semestre) in nodi alternati dell'orbita della Luna.